# Freiburger Stadttunnel

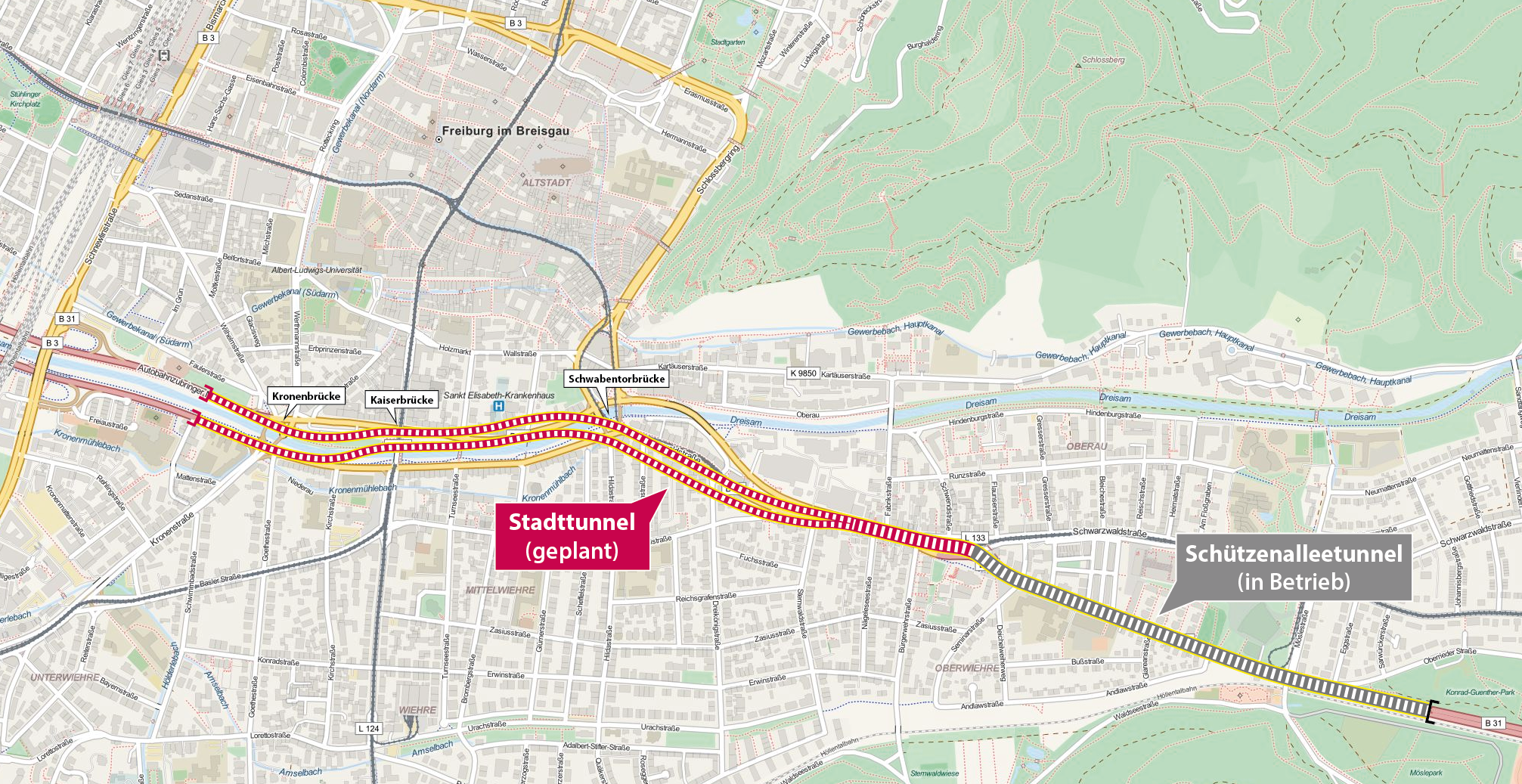
Freiburger Stadttunnel

Der Freiburger Stadttunnel ist ein in Planung befindliches Projekt für die unterirdische Trassenführung der Bundesstraße 31 im Stadtgebiet von Freiburg im Breisgau. Mit der Fertigstellung des Stadttunnels soll der Streckenabschnitt der heutigen B 31 zwischen der Autobahnanschlussstelle Freiburg-Mitte und der östlichen Stadtgrenze zur Stadtautobahn A 860 hochgestuft werden.

## Geschichte
Im Jahr 1984 beschloss der Freiburger Gemeinderat die Trasse der B31-Ost im Freiburger Stadtgebiet, aus Kostengründen jedoch ohne einen Stadttunnel. Dennoch wurde der Abschnitt Stadttunnel im Bundesverkehrswegeplan 1985 als Planung aufgenommen, was heute dem Status weiterer Bedarf entspricht. Diese Gesamtkonzeption B31-Ost und Stadttunnel ersetzte die bisherigen Pläne zur Bundesautobahn 86 und einem Tunnel durch den Roßkopf, deren Planungen bereits 1979 von Ministerpräsident Lothar Späth und Bundesverkehrsminister Volker Hauff aus Kostengründen eingestellt worden waren.
Während der B31-Abschnitt Freiburg-Breisach im Bundesverkehrswegeplan 1992 als vordringlicher Bedarf enthalten war, gelang es nicht, diese Prioritätsstufe auch für den Stadttunnel zu erreichen. Grund waren die damaligen Gerichtsverfahren gegen die B31-Ost und der damit verbundene unsichere Baubeginn der Ausbaustrecke.

### Bau des Kappler- und des Schützenalleetunnels
Ende 1996 begannen die Arbeiten zwischen Kirchzarten und Freiburg, in deren Zuge der Kappler Tunnel und der Schützenalleetunnel errichtet wurden. 1999 beschloss der Gemeinderat den Bau eines Stadttunnels als vierspurige Variante in bergmännischer Bauweise und sprach sich für den anschließenden Rückbau der Dreisamuferstraßen auf zwei Fahrspuren aus. Zudem wurde die Verwaltung beauftragt, sich bei Regierungspräsidium, Bund und Land nachhaltig für die Höherstufung des Stadttunnels als Fortsetzung der B31-Ost in den vordringlichen Bedarf einzusetzen, wenn der Bundesverkehrswegeplan fortgeschrieben werden würde.
Im Herbst 2002 wurde die Strecke zwischen Kirchzarten und Freiburg eröffnet. Im Bundesverkehrswegeplan 2003 vom Juli desselben Jahres wurde der zweispurige Bau des Stadttunnels in den vordringlichen Bedarf aufgenommen, während die restlichen beiden Spuren weiterer Bedarf mit Planungsrecht blieben.

### Vorplanungen
Am 5. Oktober 2005 erklärte Regierungspräsident Sven von Ungern-Sternberg, dass eine Finanzierung der Planung aus Landesmitteln nicht möglich sei und das Projekt frühestens 2015 realisiert werden könne. Nachdem der für den Verkehr zuständige Innenminister Heribert Rech dies im März 2006 bestätigt hatte, schlug der Freiburger Oberbürgermeister Dieter Salomon im März 2007 vor, die Detailplanung für den Stadttunnel auf Kosten der Stadt vorzufinanzieren. Dennoch wurde der Stadttunnel zusammen mit 23 anderen Verkehrsprojekten von der Landesregierung auf Eis gelegt und von einer frühesten Realisierung ab 2025 gesprochen.
Hatte noch im August 2007 das Innenministerium eine Vorfinanzierung kategorisch abgelehnt, so überzeugte der Landtagsabgeordnete Klaus Schüle im folgenden Monat Ministerpräsident Günther Oettinger vom Sinn einer Vorfinanzierung. Am 30. Juli 2009 wurde der Vertrag zur Vorfinanzierung der Entwurfsplanung unterzeichnet. Die Stadt Freiburg sollte mit rund 5 Millionen Euro die Entwurfsplanung vorfinanzieren. Die Kosten der Entwurfsplanung für den darin enthaltenen Falkensteigtunnel zur Entlastung des Buchenbacher Ortsteils Falkensteig östlich von Freiburg an der B31 würde der Landkreis Breisgau-Hochschwarzwald tragen.

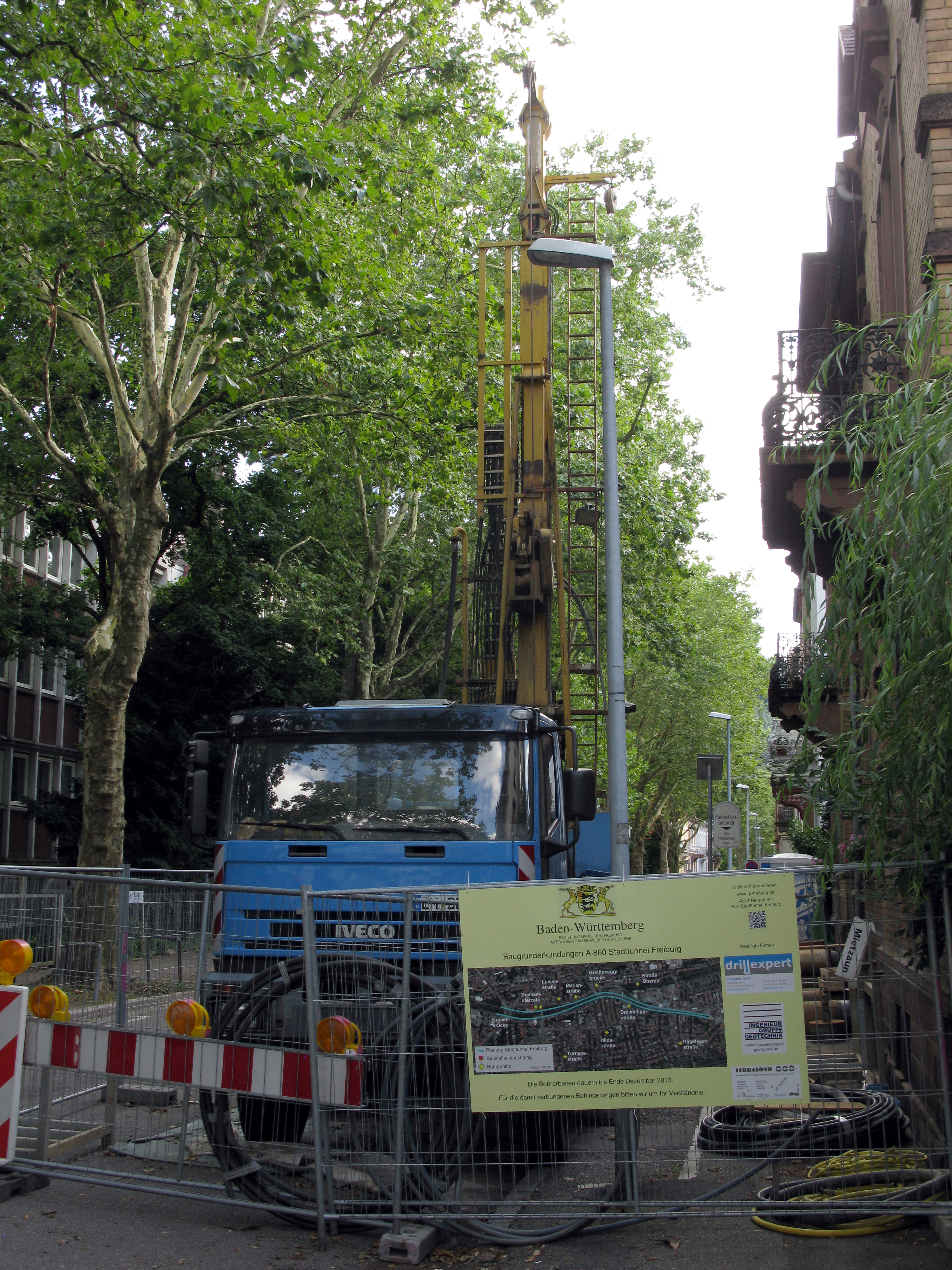
Probebohrung für den Stadttunnel in der Hildastraße (2013)

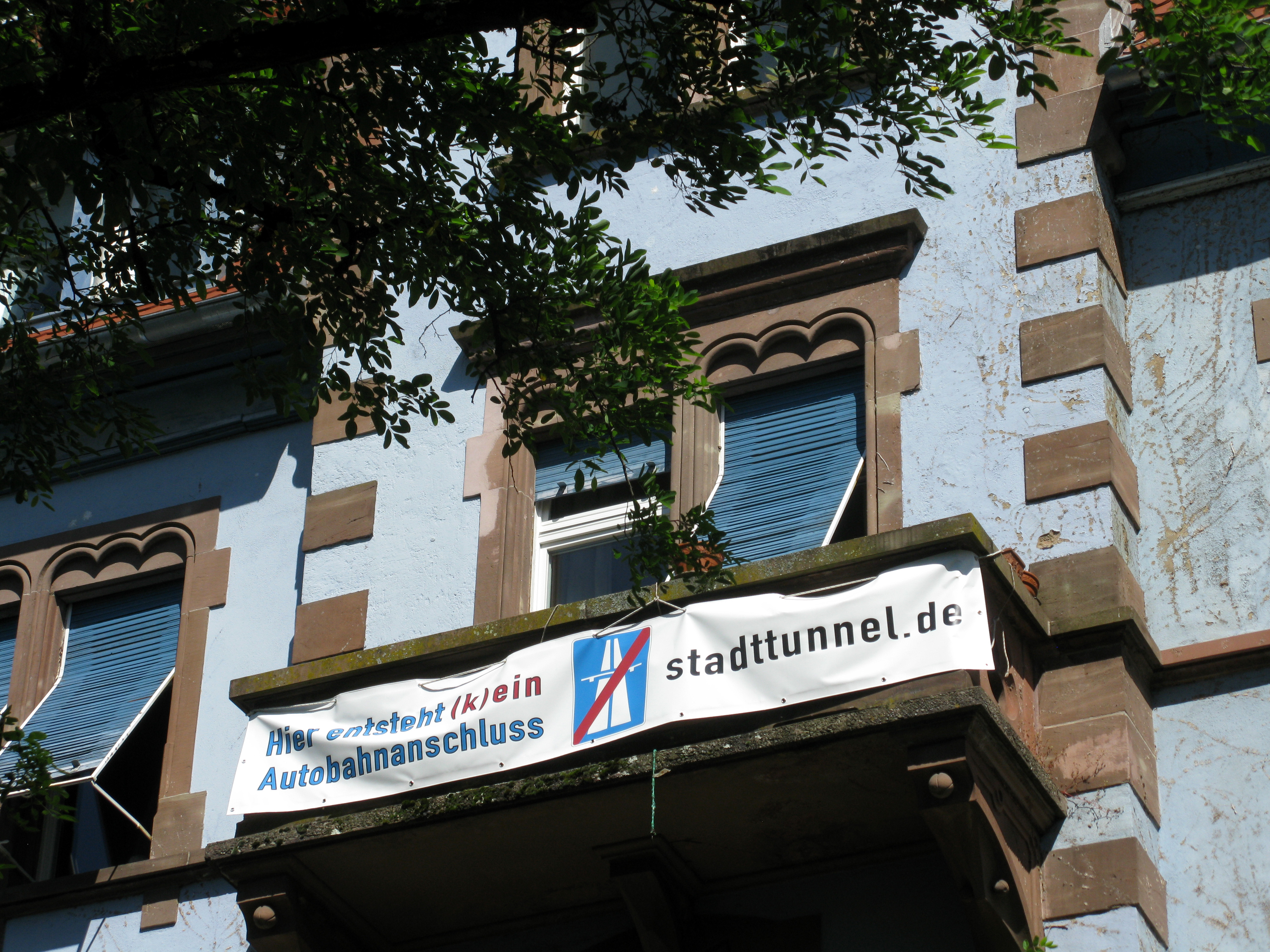
Protestbanner in der Sternwaldstraße gegen den Vollanschluss Ganterknoten

### Umwandlung B 31 in A 860
Im Februar 2012 wurde die Vorplanung für den Stadttunnel vom Regierungspräsidium abgeschlossen und dem Landesverkehrsministerium vorgelegt. Der Tunnel soll auf 1,8 Kilometern den bestehenden Schützenalleetunnels mit dem Zubringer-Mitte an der Kronenbrücke verbunden werden. Die zwei Tunnelröhren mit 13 Metern Durchmesser sollen teilweise unter der Dreisam sowie, in 15 Metern Tiefe, teilweise seitlich unter dem Flussbett verlaufen. Im Mai 2012 bestätigte das Verkehrsministerium die Kosten des Tunnelbaus mit 300 Millionen Euro, wobei noch offen war, ob die Zufahrt in Höhe der Brauerei Ganter als Halbanschluss mit Zufahrt und Abfahrt auf verschiedenen Seiten oder Vollanschluss ausgeführt werden würde. Um die Planung des Vollanschlusses weiterführen zu können, entstand die Überlegung, die B 31 vom Autobahnkreuz bis zur östlichen Stadtgrenze als Autobahn umzuwidmen. Dadurch müsse nicht mehr die Stadt, sondern der Bund für die Mehrkosten eines Vollanschlusses aufkommen. Noch im selben Monat stimmte das Bundesverkehrsministerium diesem Vorschlag zu. Außerdem führte der Entschluss dazu, dass die Vorplanung rund um die Zu- und Abfahrten neu geplant werden musste und sich die Planungskosten von fünf auf sechs Millionen Euro erhöhten. Im März 2014 wurde die Vorplanung abgeschlossen und von einem frühestmöglichen Baubeginn im Jahr 2019 ausgegangen.

### Aufnahme in den Bundesverkehrswegeplan
Bereits im Sommer 2013 wurden entlang der Trasse Probebohrungen durchgeführt. Zudem wurde erklärt, dass das denkmalgeschützte Dreikönigshaus dem Tunnelbau zum Opfer fallen würde. Im November 2013 priorisierte die baden-württembergische Landesregierung in Zusammenarbeit mit den Kommunen eine Liste mit 160 Fernstraßenbauvorhaben, in welcher auch der Stadttunnel als A 860 aufgenommen wurde. In dieser Liste, die dem Bund für die Fortschreibung des Bundesverkehrswegeplans im Jahr 2016 vorgelegt wurde, rangierte der Freiburger Stadttunnel auf Platz 2 der separat aufgeführten Tunnelprojekte hinter der Kernstadtentlastung Calw. Der Falkensteigtunnel, dessen Realisierung ursprünglich an die des Stadttunnels gekoppelt werden sollte, befand sich hingegen auf dem sechsten von sieben Plätzen. Weil der Falkensteigtunnel auch im Bundesverkehrswegeplan 2030 nicht erwähnt wird, stehen seine baldigen Realisierungschancen damit schlecht.
Im Sommer 2017 hat das Bundesverkehrsministerium den Plänen einschließlich des Vollanschlusses bei der Brauerei Ganter zugestimmt.
Im März 2023 einigte sich die Bundesregierung nach langem Streit zwischen den Koalitionspartnern Grüne und FDP auf eine Liste von 148 Autobahn-Projekten, die beschleunigt umgesetzt werden sollen. Auf dieser Liste wird die A 860 nicht aufgeführt.

### Dreisamboulevard
Im Jahr 2021 kam ein von der Stadt Freiburg beauftragter Gutachter zu dem Schluss, dass die einzelnen Tunnelröhren im Gegenverkehr befahren werden könnten. Im Falle der Sperrung einer Tunnelröhre könnte auf die jeweils andere Tunnelröhre ausgewichen und der Verkehr in jede Richtung einspurig geführt werden. Dadurch könnten die Straßen an der Oberfläche vollständig zurückgebaut werden. Dies war eine Voraussetzung für die Schaffung eines Parks entlang der Dreisam am Rande der Altstadt gewesen, dem sogenannten Dreisamboulevard als übergeordnetes Ziel der Stadtplanung.
Im Mai 2023 kam die zuständige Autobahn GmbH zu dem gegenteiligen Schluss, dass eine Führung des Gegenverkehrs in einer Tunnelröhre nur unter sehr schwer und nur unter völlig unverhältnismäßigen Kosten realisiert werden kann. Im Falle der Sperrung einer Tunnelröhre muss der Verkehr somit weiterhin an der Oberfläche geführt werden. Es wurden zwei Hauptvarianten untersucht. Eine Hauptvariante besteht in einer gebündelten Führung des Kfz-Verkehrs in zwei Spuren auf der Südseite mit Platz für eine Grünanlage auf der Nordseite. Die andere Hauptvariante sieht jeweils eine Kfz-Spur als Einbahnstraße pro Seite vor. Der Verkehrsraum um die Dreisam bleibt dabei eine stark befahrene Hauptverkehrsachse mit prognostizierten 20.000 Fahrzeugen pro Tag.

### Realisierung
In dem im März 2016 vorgestellten Entwurf des Bundesverkehrswegeplans 2030 ist der Stadttunnel als A 860 im vordringlichen Bedarf mit einem Nutzen-Kosten-Verhältnis von 1,9 und einer hohen städtebaulichen Beurteilung eingestuft.
Die Vorentwurfsplanung soll nicht vor 2026 vorliegen. Mit einem Baubeginn kann frühestens 2030 gerechnet werden. Im Januar 2016 wurden die Kosten für den Stadttunnel von 325 Millionen Euro geschätzt. Angesichts der massiv gestiegenen Baupreise sind diese Schätzungen überholt. Die Kosten werden wohl ein Mehrfaches betragen. Im Jahr 2012 wurde die Bauzeit auf 6 bis 7 Jahre geschätzt. Dies wird sich angesichts der gestiegenen gesetzlichen Anforderungen wohl um zwei bis drei Jahre erhöhen.

## Kritik
Gegner des Tunnelprojekts kritisieren den projektierten Tunnelbau als „kurzsichtigen“ und „unzeitgemäßen“ Ansatz zur Lösung der Verkehrsproblematik an der B 31.
Kritisiert werden die Annahmen zur Reisezeitverkürzung, die maßgeblich für die Berechnung des Kosten-Nutzen-Verhältnisses und die Auswahl der zu verwirklichenden Projekte ist. Die vorangehenden Annahmen stellen sich hinterher regelmäßig als überschätzt heraus. Die Kritik an der Berechnung der Reisezeitverkürzung durch die Autobahn-GmbH bezieht sich dabei generell auf alle Straßenverkehrsprojekte. Grund dabei ist nicht zuletzt die Nichtberücksichtigung des sogenannten induzierten Verkehrs bei den Prognosen zur zukünftigen Verkehrsentwicklung. Gemäß den Forschungen zum induzierten Verkehr verpuffen nachweislich 80 % der durch Neubauten geschaffenen Kapazität durch die Verlagerung von sonstigem Verkehr auf die neu gebaute Achse.
Stattdessen soll der Verkehr auf der B 31 reduziert werden durch die Verbesserung der Bus- und Bahnanbindung und der Verlagerung des Pendlerverkehrs weg von der Straße, um die Anzahl der Fahrspuren auf der B 31 reduzieren und den Verkehrslärm dadurch erheblich mindern zu können.
Die erwartete Verkehrszunahme schürt Sorgen, dass Verkehrsbelastung und Stau anderen Orts zunehmen. Diese Annahme wird besonders hinsichtlich der Engstelle der B 31 am Hirschsprung und der Ortschaft Falkensteig östlich von Freiburg geäußert. Insgesamt wird befürchtet, dass es nach dem Bau des Tunnels auf das gesamte Stadtgebiet gesehen zu mehr Stau kommt als zum jetzigen Zeitpunkt. Gerade in den Gemeinden im Dreisamtal wird eine reine Verwirklichung des Stadttunnels ohne den Falkensteig-Tunnel als Ortsumfahrung abgelehnt.
Kritisiert wird weiter die schlechte Kohlenstoffdioxid-Bilanz, die durch den Bau insbesondere durch den benötigten Beton und den zusätzlichen Verkehr entsteht. Angezweifelt wird auch, ob ein Park entlang der Dreisam verwirklicht werden kann, angesichts der Notwendigkeit von Ausweichstrecken bei potentiellen Tunnelsperrungen, die dem angekündigten Rückbau der bestehenden Trassen an der Oberfläche entgegenstehen.
Eine Gruppe von Kritikern um Beatrix Tappeser, Volker Finke und Wilfried Telkämper fordert u. a. ein Klimagutachten für den Tunnel und ein Lkw-Transitverbot im Höllental. Problematisch ist insbesondere, dass europaweite Transporte etwa von Rumänien nach Spanien regelmäßig durch Freiburg verkehren. Hierfür sollen großräumige Umfahrungen genutzt werden. Der Bürgerverein Oberwiehre-Waldsee befürchtet durch den Vollanschluss am Ganter-Knoten eine Verschlechterung der bisherigen hohen Verkehrsbelastung.